# Gotra erythropus
Gotra erythropus là một loài tò vò trong họ Ichneumonidae.